# Iris och löjtnantshjärta
Iris och löjtnantshjärta är en roman från 1934 av Olle Hedberg.
Boken filmatiserades 1946 i regi av Alf Sjöberg. Temat är kärlek med tragiskt slut mellan löjtnant Motander och hembiträdet Iris. Huvudrollerna gestaltas av Alf Kjellin och Mai Zetterling.